# فرقه‌ها: ایمان، شفا و اجبار
فرقه ها: دین ، شفا و اجبار(به انگلیسی: Cults: Faith, Healing and Coercion) عنوان کتابی است نوشته روانشناس آمریکایی مارک گالانتر پیرامون وضعیت فرقه‌ها و ادیان نوظهور و عملکرد آنان. 